# Octomeria decumbens
Octomeria decumbens är en orkidéart som beskrevs av Célestin Alfred Cogniaux. Octomeria decumbens ingår i släktet Octomeria och familjen orkidéer. Inga underarter finns listade i Catalogue of Life.

## Bildgalleri

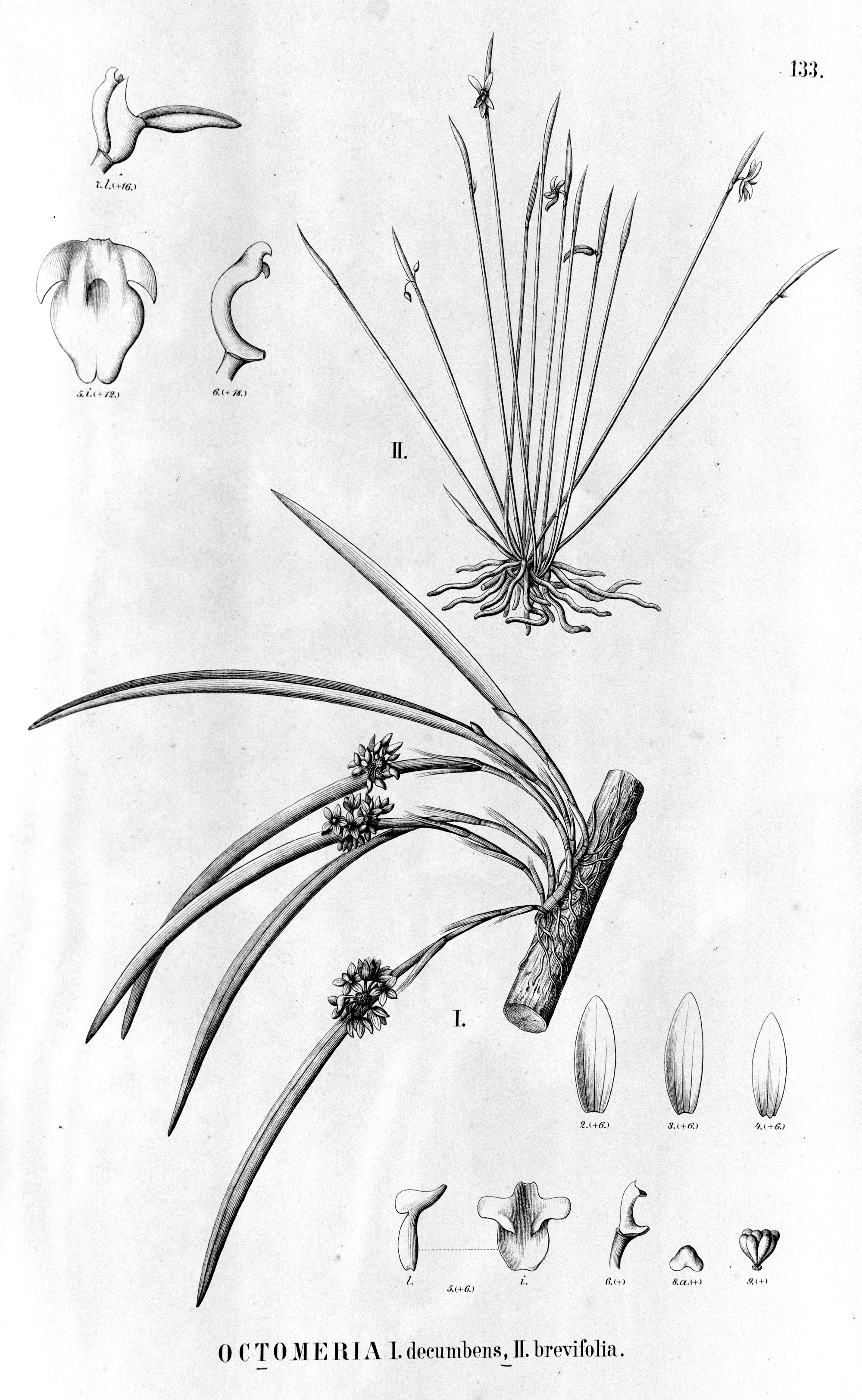